# Spriggan (manga)
Spriggan (Japonés: ス プ リ ガ ン;  Hepburn: Supurigan ?) es un manga escrito por Hiroshi Takashige y dibujado por Ryōji Minagawa.

## Argumento
Tras la Guerra Fría aparecen en el mundo objetos anacrónicos tecnológicamente muy avanzados, que en malas manos podrían destruir la civilización. Con el fin de evitar esto, se crea la organización paramilitar ARCAM.

## Personajes
- Yu Ominae: estudiante problemático de origen japonés  y potencial delincuente. Es en realidad un agente secreto al servicio de la organización ARCAM.
- Jean Jacquemonde: chico francés licántropo muy veloz y el segundo mejor agente de la organización ARCAM.

## Adaptaciones
En 1999, el manga fue adaptado a una película animada también titulada Spriggan. Dirigida por Hirotsugu Kawasaki y producida por Studio 4 °C, adaptó el arco del arca de Noé.
La empresa de streaming Netflix produjo una adaptación a anime dirigida por Hiroshi Kobayashi, con guion de Hiroshi Seko, diseño de personajes de Shuhei Handa y producción de David Production, titulada Spriggan.